# Helder Rodrigues
Helder Rodrigues (Lissabon, 28 februari 1979) is een Portugees motorcrosser die onder meer meedeed aan de rally van Parijs-Dakar. Hij rijdt op een Yamaha. 
In 1994 begon hij met crossen. In 1996 reed hij zijn eerste Enduro. In 2006 reed hij zijn eerste Dakar. Hij reed in het TEAM Bianchi Silver VODAFONE . Hij werd negende. Ook in 2007 deed hij mee aan de Dakar-rally. Hij won twee etappes en werd vijfde in het algemeen klassement.